# Agaghiti
Il termine Agaghita compare nel Libro di Ester per indicare il malvagio Aman. Dato che non si conosce alcun toponimo antico "agag", il termine dovrebbe indicare (secondo un midrash) un discendente di Agag, il re degli Amaleciti sconfitto da Saul.
Il termine indica che tra Mardocheo, che è un beniaminita come Saul, e l'agaghita Aman, c'è una lotta mortale. Secondo l'Esodo gli Amaleciti avevano attaccato a tradimento gli israeliti, appena usciti dall'Egitto, e, perciò, nel Deuteronomio erano stati votati allo sterminio (Deut 25,17-19).